# Carex bitchuensis
Espèce
Classification phylogénétique
Carex bitchuensis est une espèce de plantes du genre Carex et de la famille des Cyperaceae.